# Similiyanornis
Similiyanornis is een geslacht van uitgestorven vogels uit het Vroeg-Krijt van het huidige China, behorende tot de Ornithuromorpha. De enige benoemde soort is Similiyanornis brevipectus.

## Vondst en naamgeving
In 2004 werd een vogelskelet, gevonden bij het dorp Xierhuqiao in Liaoning, toegewezen aan Yanornis martini. Later werd de conclusie getrokken dat het een apart taxon betrof.
In 2020 werd de typesoort Similiyanornis brevipectus benoemd en beschreven door Wang Min, Li Zhiheng, Liu Qingguo en Zhou Zhonge. De geslachtsnaam is een combinatie van het Latijn similis, 'gelijkend op', en Yanornis, een verwijzing naar de gelijkenis tussen de twee soorten. De soortaanduiding is een combinatie van het Latijn brevis, 'kort', en pectis, 'borstbeen', verwijzend naar het korte borstbeen.
Het holotype IVPP V13278 is gevonden in een laag van de Jiufotangformatie die dateert uit het Aptien. Het bestaat uit een vrijwel compleet skelet, platgedrukt op een plaat. Resten van het verenkleed zijn bewaard gebleven.

## Beschrijving

### Grootte en onderscheidende kenmerken
Similiyanornis is wat kleiner dan Yanornis. De vleugelspanwijdte is een kleine meter.
De beschrijvers stelden een unieke combinatie van op zich niet unieke kenmerken vast. De achterste tak van de praemaxilla, richting bovenkaaksbeen, is korter dan het hoofdlichaam. Het traanbeen is T-vormig met een slanke achterste tak. Het dentarium van de onderkaak toont vlak bij de voorste punt een minuscule tandkas. De voorste tand van het dentarium is sterk vergroot. Er zijn twee vensters in het surangulare. Het eerste kootje van de tweede vinger (digitus major) heeft twee derden van de lengte van carpometacarpus. het dijbeen is langwerpig met 85 procent van de lengte van de tibiotarsus. De voetklauw van de vierde teen heeft een vergrote bult voor de pees van de krommende spier.
De soort onderscheidt zich verder in enkele kenmerken speciaal van Yanornis martini. De praemaxilla wordt doorboord door een groot foramen. Bij de halswervels zijn de voorste gewrichtsuitsteeksels langer dan de achterste in plaats van andersom. De binnenrand van de processus procoracoideus is minder verbreed in de lengterichting. Bij het opperarmbeen heeft de crista bicipitalis geen groeve in de vorm van een putje.

### Skelet
Beide dentaria tonen een eigenaardige kleine opening in de bovenzijde. CAT-scans laten een doorgang naar een interne holte zien. Een gelijkende structuur bij Hesperornis is gezien als een rudimentaire tandkas, waarvan dan de tand ontbreekt. De vergrote eerste tand is speervormig en driemaal dikker dan het twintigtal andere tanden van de onderkaak. Bij Yanornis is deze tand niet speciaal groot. Het borstbeen is korter en breder dan dat van Yanornis.

### Verenkleed
De penveren van de hand zijn iets korter dan het benige deel van de vleugel. Ze hebben een opvallend moderne vorm want ze zijn niet alleen asymmetrisch maar ook erg smal, zonder dominante rachis, welke een halve centimeter voor het uiteinde ophoudt. Similiyanornis was in 2020 de meest basale bekende vogel met zo'n afgeleide bouw van de veren.

## Fylogenie
Similiyanornis werd in 2020 in de Yanornithidae geplaatst, in een polytomie of kam met Yanornis en de gelijktijdig benoemde Abitusavis.